# Arts martiaux portugais
Les arts martiaux portugais englobent l'ensemble des sports de combat conçus et pratiqués au Portugal, fondés sur des règles sportives et un code moral spécifiques.
Apparus dans l'Antiquité, et enrichis au fil des siècles, notamment pendant la Reconquista, puis pendant l'expansion et l'Empire portugais, un  certain nombre d'entre eux visent au départ à l'auto-défense en milieu urbain et rural. Certains, tels que le jogo do pau, sont également pratiqués en Galice, dans le Nord-Ouest de la péninsule Ibérique.
Parmi les arts martiaux et les sports de combats traditionnels portugais reconnus et recensés actuellement comme tels :
- le jogo do pau, ou « escrime lusitanienne », sans doute l'art martial portugais ayant le plus de visibilité internationale, est une escrime d'auto-défense au bâton, apparentée à la canne de combat française, pratiquée au moins depuis la fin du Moyen Âge au Portugal ;
- la luta galhofa, « lutte traditionnelle de Tras-Os-Montes », est une lutte traditionnelle ancienne pratiquée dans le Nord du Portugal, dans le district de Bragance. Elle est apparentée à la lutte gréco-romaine ;
- le gauruni, ou « lutte traditionnelle lusitanienne », lutte traditionnelle ancienne apparentée à la luta galhofa, pratiquée au moins depuis le XIXe siècle dans la municipalité de Sabugal[1] ;

Parmi les sports de combat portugais présentés comme ayant des origines anciennes par leurs instances officielles, mais qui sont sans doute de conception récente : ;
- le pombo, ou « lutte lusitanienne », est un sport de combat libre et d'auto-défense portugais, proche des arts martiaux mixtes actuels ;

Parmi les sports de combat portugais contemporains : ;
- le contacto total português, ou contacto total militar, art martial et sport d'auto-défense portugais remarquablement complet, mis au point au sein de forces armées pendant les guerres coloniales portugaises ;
- l'artdo, ou artdo policial, art martial portugais contemporains faisant la synthèse de plusieurs techniques d'arts martiaux, enseigné aux forces de polices de Lisbonne ;
- le T.D.C.U., ou Técnicas de Defesa e de Combate urbano, est un sport de combat et self-défense urbain portugais.

## Lejogo do pau
Le jogo do pau, « jeu du bâton », ou « bâton portugais » est un art martial portugais et galicien qui se pratique avec un bâton, le pau. Le jogo do pau a vraisemblablement des origines rurales et populaires anciennes.

### Histoire et influences étrangères

#### Dans l'Antiquité
Les premières traces du maniement codifié du bâton à des fins sportives ou festives au Portugal remontent vraisemblablement à l'époque de la Lusitanie pré-romaine. Avant l'arrivée des Romains, la tradition celte intègre, comme beaucoup d'autres sociétés, des danses exécutées avec un bâton assez proche des mouvements exécutés en jogo do pau. Ces danses sont pratiquées pendant les jeux celtiques. On retrouve aujourd'hui encore des danses celtisantes centrées sur l'usage d'un bâton chez les pauliteiros de Miranda, dans le Nord du pays. Toutefois, le bâton ne figure pas comme arme de combat dans l'arsenal des guerriers lusitaniens décrit en détail par Strabon. Et s'il existe des indices sur une filiation et des influences réciproques, rien ne permet de relier directement le jogo do pau en tant que sport de combat aux danses celtes de l'Antiquité.

#### L'utilisation dupauau Moyen Âge et pendant la Période moderne
Si l'on se base sur les documents d'archives, les origines du jogo do pau actuel remontent à l'époque médiévale. Tout au long de la Reconquista, les différents royaumes chrétiens et musulmans s'affrontent dans des guerres parfois très violentes afin d'absorber ou de dominer leurs voisins.

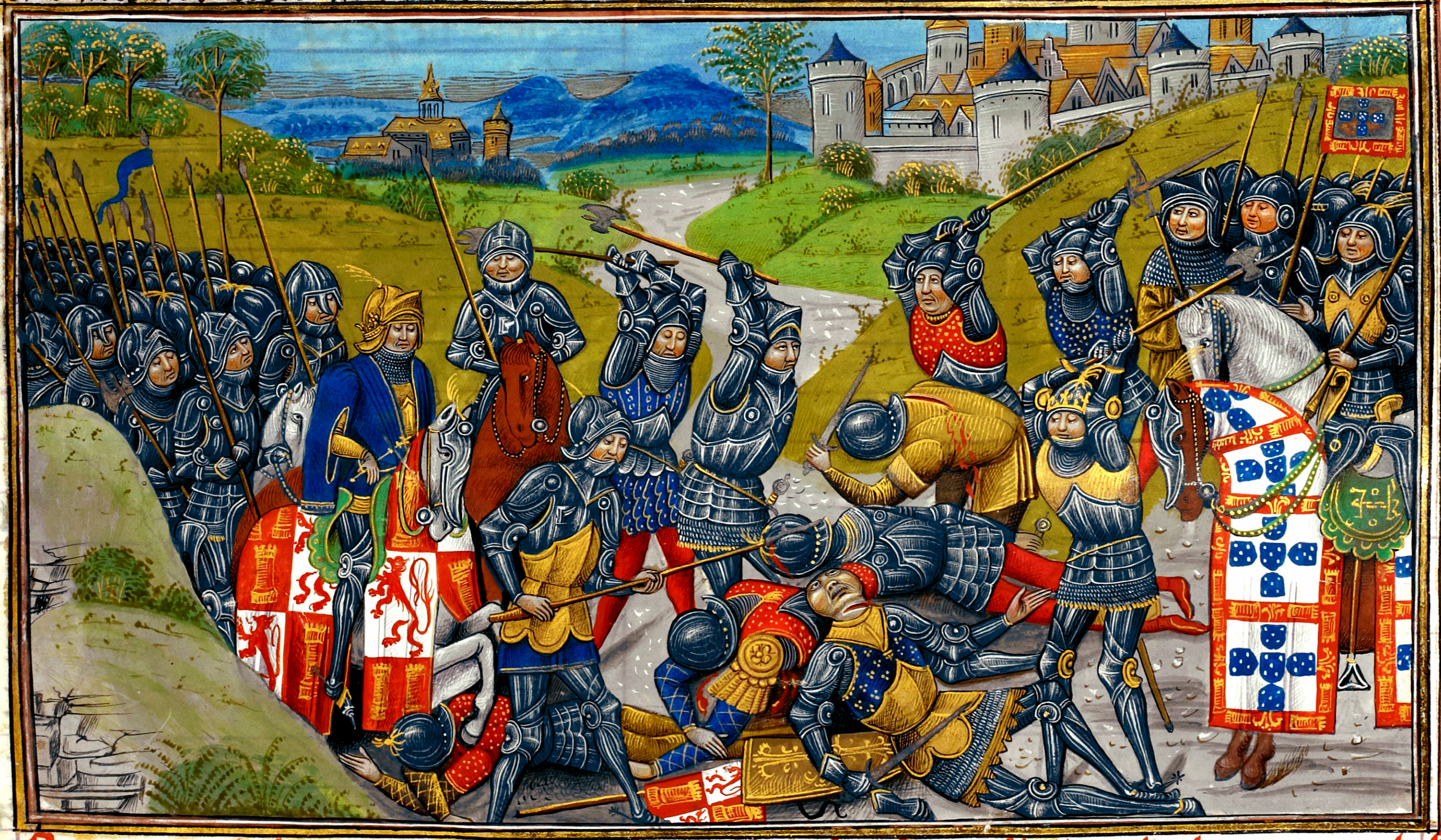
Bataille d'Aljubarrota, en 1385.

Sans doute influencés par les soldats arabo-berbères pratiquant le matrag à des fins militaires pendant la période d'Al-Andalus, dès le Moyen Âge central, les paysans, bergers et boieiros portugais vivant au Nord du Tage ont l'habitude de se déplacer avec un long bâton afin de se défendre contre le brigandage sur les routes. Les bergers, notamment, ont une canne spécifique, le cajado, varapau ou bordão, qu'ils utilisent pour corriger leurs bêtes ou les sauver en cas de chute, et dont ils peuvent se servir en cas d'agression. On retrouve des pratiques semblables en milieu urbain, pour des raisons similaires de sécurité, mais les citadins ont un bâton plus court, moins encombrant, adapté à la vie en ville.
À l'époque, d'un point de vue sociologique, le port du bâton marque le passage à l'âge adulte. Il est autorisé aux garçons à la suite de leur première barbe. Arme peu chère et efficace, elle est intégrée dans l'habit quotidien typique des Portugais, aux côtés du barrete, le « bonnet phrygien portugais », sur la tête, du lenço, le « foulard », autour du cou, de la cinta (ou faixa), la ceinture au niveau de la taille, et de la capa, la « cape », sur le dos. Quel que soit le milieu, lors de rixes, de guerres ou de révoltes, les bâtons servent de canne de combat.

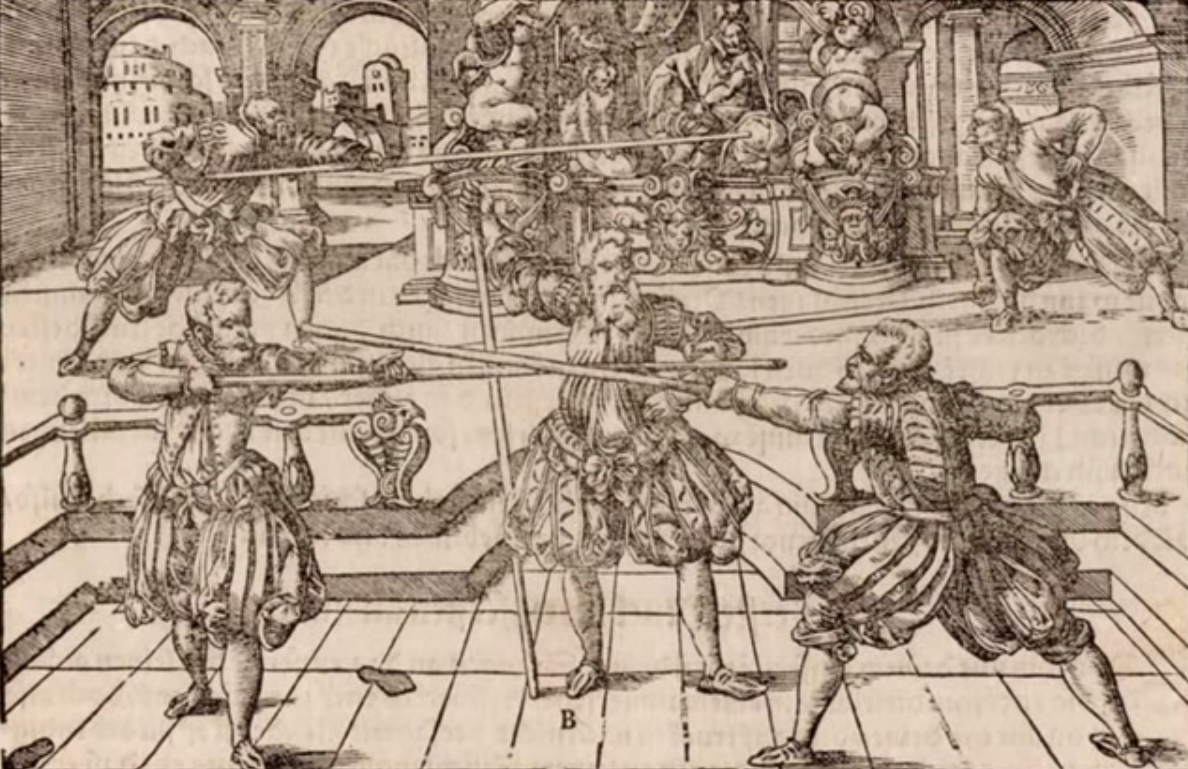
Entraînement au pau dans les Salles d'Armes de la Période moderne.

Généralisé comme arme d'autodéfense au sein de la population, le pau est également utilisé dans les armées dès le Moyen Âge. À l'instar de ce qui se passe dans le reste de l'Europe, il est très présent dans les Salles d’Armes, pour l'initiation à l'escrime médiévale (l'épée longue), ou en tant qu'arme à part entière. Du fait du mode de recrutement de l'ost, qui intègre les paysans, les techniques acquises au sein des armées influencent nécessairement l'usage fait du pau dans la vie civile, et réciproquement. Ces interactions expliquent sans doute la proximité entre certaines techniques du jogo do pau et celles de l'escrime médiévale, notamment pour les mouvements parfois légèrement accroupis et la prise à deux mains. Pendant la Reconquista, le pau est utilisé par les troupes chrétiennes aux côtés des épées, au maniement similaire. Pendant la bataille d'Aljubarrota (1385), il est l'arme principale de l'armée portugaise. Lorsque le roi Édouard Ier de Portugal écrit un traité au début du XVe siècle pour enseigner le combat à cheval, le maniement du pau est déjà considéré comme ancien. Des gravures datant de la Période moderne montrent des entraînements pratiqués en Salles d'Armes avec des paus. Quelques siècles plus tard, il est utilisé par la population du nord du pays lors de la Révolte de Maria da Fonte. Et les soldats de l'armée portugaise sont initiés à son maniement jusqu'à la Première Guerre mondiale. Des films d'archives montrent les soldats du Corps expéditionnaire portugais s'entraînant au maniement du pau dans les tranchées françaises,.

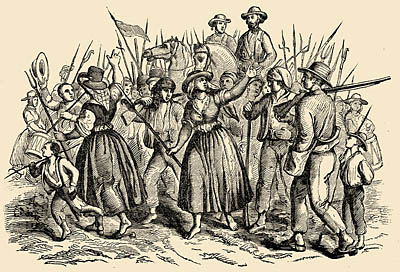
Foule armée de piques, de fourches et de paus lors de la révolte de Maria da Fonte, en 1846.

Le jogo do pau, en tant qu'art martial codifié, avec des techniques et des codes spécifiques, serait vraisemblablement né au Moyen Âge au croisement de ces coutumes populaires et de ces usages militaires. Sorte d'escrime populaire, il serait d'abord apparu dans le nord du Portugal, dans la région du Minho, dans le contexte des combats de rue, lors des fêtes populaires ou des foires, et comme moyen de combattre des communautés villageoises, avant de devenir un véritable sport national d'auto-défense codifié, individuel ou collectif, aux techniques élaborées et précises, nécessitant un apprentissage long et difficile.
Il est possible que les techniques de combat originelles portugaises aient subi l'influence de techniques de danses indiennes kalarippayatt importées des établissements de l'Inde portugaise à partir du XVIe siècle. Cela expliquerait la « théorie de l'origine indienne » de ce sport. Pendant la période moderne, un grand nombre de soldats portugais originaires du Nord du Portugal se rendent dans l'océan Indien afin de servir dans les armées royales, aux côtés des canarins chrétiens, des Nayaks du Kerala et des cipayes indiens, avant de revenir dans leurs villages d'origine. Il est tout à fait vraisemblable que ces hommes, le plus souvent pauvres et venus de la campagne, aient enrichi leurs techniques de combat originelles pendant leurs années de service en Orient. D'autant que la discipline indienne connaît son âge d'or sur la côte du malabar pendant la période de domination portugaise. Le kalaripayatt est alors un pilier institutionnel de la société kéralaise. Engagés dans les armées portugaises, ou alliés à la Couronne portugaise, les guerriers Nayaks pratiquant le kalarippayatt sont les garants de l'ordre social et de la sécurité des côtes du Malabar dominées par les Portugais.
Historiquement, les premiers pratiquants recensés, appelés jogai en portugais, terme signifiant « jouez », sont des paysans ou des bergers qui utilisent le pau comme arme défensive. La première école de jogo do pau destinée à transmettre formellement les techniques de combat naît dans la région du Minho. Bien que d'essence populaire, et pratiqué par des populations pauvres, le jogo do pau a parfois la faveur de personnages puissants, comme le Marquis de Pombal au XVIIIe siècle, qui le pratique à la perfection, ou le roi Charles Ier de Portugal à la fin du XIXe siècle, initié par le célèbre maître José Maria da Silveira, connu sous le surnom de Saloio. Sous le coup de l'intérêt porté par les Lumières au peuple, le jogo do pau apparaît dans la littérature dès la fin du XVIIIe siècle, dans le poème héoïco-comique Santarenaida, de Francisco de Paula de Figueiredo, publié en 1792, et dans le livre de vers Pastor do Douro, de B. A., de S. Belmirode, publié en 1798. Il figure par la suite de façon récurrente dans la littérature portugaise du XIXe siècle, par exemple dans Roberto Valença, d'António Teixeira de Vasconcelos (1848), O Génio do Mal (1857) et Honra ou Loucura (1858), d'Arnaldo Gama, Archivo universal, Brios de Soldado, d'A. F. de Loureiro (1860), etc.
Au cours du XIXe siècle, les techniques rurales du jogo do pau sont importées dans la région de Lisbonne, où elles subissent une adaptation leur permettant d'être applicables au combat au sabre. À la fin du XIXe siècle, le Gymnase Royal de Lisbonne accueille dans la confrérie des sports le jogo do pau. La seconde école de jogo do pau naît à cette époque dans le centre du Portugal. Dans la capitale, le jogo do pau perd progressivement son aspect brutal et guerrier pour devenir une discipline sportive individuelle, où les deux adversaires s’efforcent de se toucher sans se molester. À l'époque, à l'instar de ce qui se fait dans les campagnes, les bourgeois des grandes villes utilisent couramment un bastão pour se défendre.

#### Lejogo do pauauXXesiècle
Au XXe siècle, les combats de rue sont fréquents dans tout le pays. Parfois, les rixes intègrent des villages entiers. D'autres fois, les combats sont individuels, ou opposent un combattant à plusieurs assaillants. C'est l'époque des puxadores, les « tireurs », nom donné aux joueurs dans le Nord, et aux varredores de feira, les « balayeurs des marchés », des combattants affamés qui se déplacent dans les foires (feiras) et les fêtes populaires (romarias) pour défier leurs adversaires, afin de prouver leur valeur.
La pratique des combats au pau diffèrent considérablement d'une région à l'autre du pays. Les témoignages oraux des Maîtres actuels permettent de reconstituer les rituels liés au jogo do pau pour la région du Minho dans la première moitié du XXe siècle. D'après Maître Monteiro, originaire de la région de Fafe, deux localités fréquentent à l'époque de son père la même chapelle le dimanche. Chaque homme ou adolescent amène avec lui son bâton (vara), qu'il conserve à ses côtés en position verticale pendant l'office religieux. Souvent, après la messe, les hommes des deux localités se retrouvent et s'affrontent dans un lieu environnant, dans des combats permettant le règlement par les armes de rivalité amoureuse, de jalousies ou de conflits terriens. En dépit de leur aspect improvisé, d'une façon générale, dans la région, les affrontements sont régis par un code éthique précis : les combattants ont par exemple l'interdiction formelle d'agresser un homme désarmé, ou à terre.

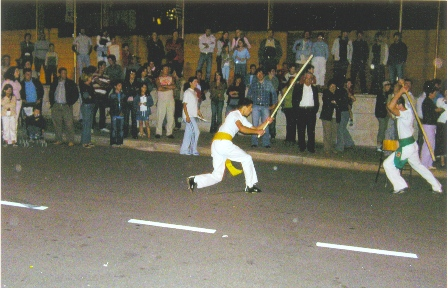
Exhibition de jogo do pau dans la rue.

Pour la région Centre, les témoignages des anciens pratiquants et des contemporains permettent de reconstituer les pratiques de certaines localités. Dans la freguesia de Cortes, près de Leiria, dans la première moitié du XXe siècle, tous les hommes possèdent un pau, qui sert d'arme de combat, et accessoirement de bâton de bouvier. Celui-ci porte indifféremment les noms de pau, ou cajado. Différant de ceux du Nord par plusieurs aspects, ici la plupart des paus possèdent un pommeau spécial appelé maçaroca destiné à accentuer la force, la portée et les dommages des coups. Alors que ceux du Minho sont fabriqués prioritairement en alisier, à Cortes, les bâtons sont taillés à partir de jeunes pieds d'eucalyptus dont les nœuds épais des racines sont utilisés pour créer les pommeaux, afin que l'ensemble soit constitué d'un seul corps massif. Choisis jeunes, les arbres sont arrachés, séchés pendant six mois, dépecés, puis soigneusement taillés. La taille des paus, qui mesurent entre 1 et 1,50 m, est ajustée à la taille de leurs propriétaires, de façon à leur arriver à l'épaule. Jusqu'à la fin des années 1950, les hommes se déplacent systématiquement avec leurs paus pour se battre lorsqu'ils se rendent dans les fêtes (festas), ou se défendre en cas de d'agression lorsqu'ils vont dans les foires (feiras). Les combats ayant lieu lors des fêtes sont prémédités, et largement favorisés par l'alcool. Certains combattants ont une maîtrise technique telle qu'aucun adversaire ne parvient à les toucher. Ayant l'obligation de parcourir de vastes distances à pied, à l'aube, pour relier les marchés, avec leurs marchandises, ou au retour avec l'argent des ventes, les boieiros, les paysans et les négociants de la région voyagent avec leur pau afin de se prémunir contre les vols sur les routes. Intégré aux habits des jours de fête, le pau sert également d'arme d'apparat. Lors des fêtes religieuses de Janvier (Janeiras) et des quêtes pour les Âmes des Morts (petição para as Almas dos Mortos), les jeunes hommes posent un genou à terre aux portes des maisons et entonnent leurs chants en s'appuyant sur leurs paus.
Un grand nombre de légendes émaillent l'histoire du jogo do pau, avec des figures mythiques, qui se distinguent et servent d'exemples du fait de leur dextérité ou leur sens chevaleresque, tels le combattant Manilha, ou le joueur Carvalho, un négociant en bétail de Porto, unanimement respecté, y compris par ses adversaires. La pratique du jogo do pau apparaît en outre dans l’œuvre de grands écrivains portugais du XXe siècle, comme dans Terras do Demo d'Aquilino Ribeiro en 1919, O Terceiro Dia da Criação do Mundo, de Miguel Torga, en 1952, Três Sargentos, d'Aldo Ney, en 1985, Razões do coração, d'Álvaro Guerra, en 1991, ou le Tratado Da Altura Das Estrelas, de Sinval Medina, en 1997.

#### Déclin populaire et institutionnalisation dujogo do pau

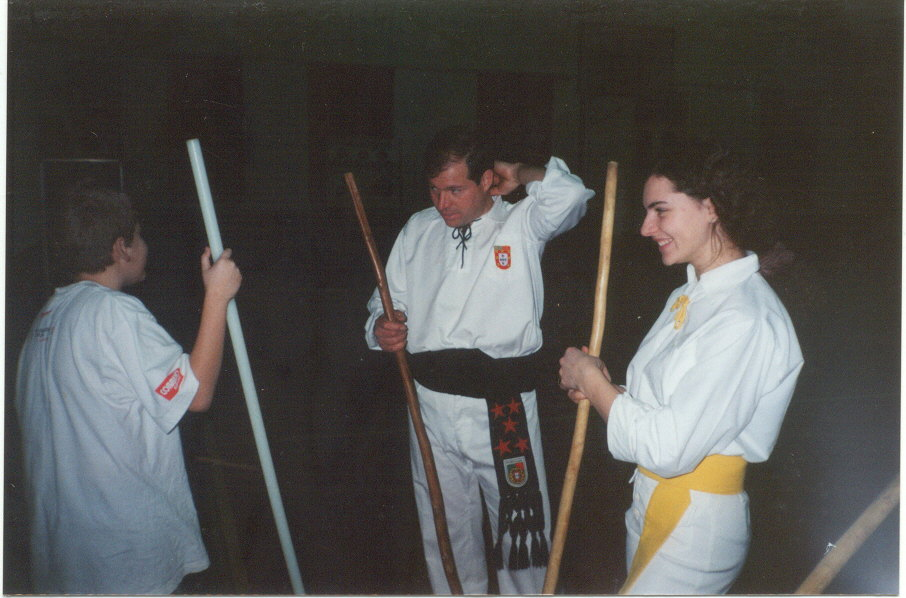
Maître Monteiro et quelques étudiants.

D'abord ignoré par les autorités et les intellectuels du pays, le jogo do pau reste longtemps une pratique populaire. À partir des années 1930, sa pratique dans la rue commence à décliner, pour diverses raisons. Soucieuse d'éviter les luttes sanglantes, la police salazariste interdit le port du pau dans l'enceinte des foires. L'émigration massive des hommes à partir du milieu du XXe siècle dépeuple les campagnes et diminue le nombre de combattants. Enfin, la généralisation des armes à feu en milieu rural rend obsolète l'apprentissage long et difficile de cette technique de défense personnelle.
Au fil des décennies, le style de la région Centre se perd totalement, celui du Minho décline au point de presque disparaître, tandis que l'école de Lisbonne perdure. Aujourd'hui, il existe un grand nombre d'écoles de jogo do pau au Portugal, mais les deux plus célèbres sont : l'école de la région du Minho (Nord du Portugal), dont la tradition est rétablie, et celle de la région de Lisbonne (Sud du Portugal). Ces deux styles diffèrent par certains points mineurs.

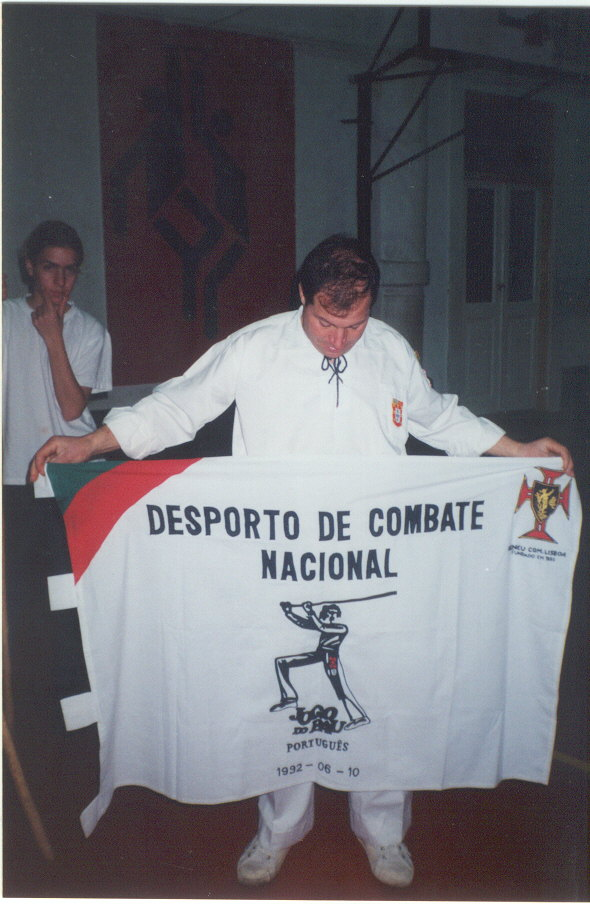
École d'Ateneu.

L'école du Minho s'est développée dans les foires, et conserve des aspects de combats de rue, plus bruts et rustiques. Les joueurs sont par exemple capables d'attaquer et de se défendre face à plusieurs adversaires, mais le style du mouvement est peu travaillé, c’est-à-dire que l'efficacité prime sur l'esthétique. L'école de Lisbonne, quant à elle, est une synthèse des différentes techniques de jeu de Pau pratiqué dans le centre du Portugal. Elle est principalement axée sur un combat opposant deux joueurs uniquement. Mais ces techniques sont travaillées avec vitesse et précision, ce qui vaut au jogo do pau d'être nommé « escrime au bâton ». Cette école est plus démonstrative que son homologue du nord.
On considère cependant que les meilleurs jogadores sont originaires de Fafe et des localités environnantes, dans le Nord du pays. À Fafe, le jogo do pau fait partie intégrante de la culture populaire et de la vie quotidienne. Les enfants s'amusent dès leur plus jeune âge avec des paus, mimant les techniques et les combats des adultes. Et des combats sont disputés jusqu'à un âge avancé. L'initiation se fait encore en plein air dans les villages, collectivement. Les adultes et les anciens organisent des séances d'entraînement remarquablement disciplinées, auxquelles les jeunes assistent volontairement. La technique est très rapide, que ce soit à l'attaque ou à la défense, avec des mouvements très brusques, et l'organisme des combattants est parfois poussé à ses extrêmes limites en quelques secondes. Du fait de la rapidité et de la puissance des attaques, le combattant est susceptible de perdre quelques instants le contrôle de son arme, et si l'adversaire n'assure pas parfaitement sa défense, des accidents violents peuvent arriver. Le jeu de l'école du Minho, très violent, exige une grande rapidité, et il est susceptible de devenir dangereux si les combattants ne font pas preuve d'une certaine concentration.
Fruit d'une tradition millénaire, le jogo do pau présente des techniques et des effets remarquablement efficaces. Les mouvements sont beaucoup plus rapides que dans d'autres sports utilisant un bâton, notamment que dans la canne ou le bâton de combat français. Aux championnats du monde d'arts martiaux de 1986, en France, des combattants portugais de jogo do pau affrontent pour la première fois des lutteurs au bâton asiatiques pratiquant des arts martiaux similaires, et deviennent champions du monde, sans subir aucune défaite.

### Modalités de combat et caractéristiques du Pau (bâton)
Parmi les modalités de combat :
- le contra-jogo, ou combat singulier ;
- la quelha, qui oppose un combattant à plusieurs adversaires ;
- le um bater dois, qui oppose un combattant à deux adversaires ;
- le roda do meio, qui vise à paralyser le jeu d'un combattant pris en tenaille par un groupe ;
- le abrir e fechar.

Actuellement, les pratiquants du jogo do pau utilisent soit un pau de 1,50 m de long, qui renvoie au combat de rue en milieu rural, soit un bastão de combate de 80 cm de long, qui renvoie au combat de rue en milieu urbain. Les essences courantes utilisées pour la fabrication des bâtons sont, selon les régions, le châtaignier, le chêne ou le roseau, et surtout le bois d'alisier, qui est utilisé majoritairement dans la confection du pau. Cette essence confère au bâton une grande souplesse combinée à une résistance importante. Dans le nord du Portugal, les paus sont fabriqués par les habitants des villages eux-mêmes, et les techniques de fabrication, détenues par les anciens, sont transmises aux plus jeunes.

## Laluta galhofa
La luta galhofa, ou plus simplement galhofa, maluta, ou luta tradicional transmontana, est un sport de combat portugais, et plus spécifiquement une lutte traditionnelle portugaise, proche de la lutte gréco-romaine. Originaire de Tras-Os-Montes, elle est pratiquée dans le Nord du Portugal, notamment dans la région de Bragance. Sorte de wrestling tradicional, particulièrement riche en termes moteurs, elle est actuellement considérée comme la seule lutte au corps à corps ayant des origines portugaises, et typiquement portugaise. Soumise à des règles et des valeurs précises, elle mobilise une série de techniques de lutte ancestrales dont la transmission se faisait au départ de façon informelle, d'une génération à l'autre, à l'oral. Elle permet aux hommes l'ayant acquise de se défendre et d'immobiliser leurs adversaires. Dans le Soito, à Sabugal, la luta galhofa est appelée maluta.

### Histoire et institutionnalisation
À l'origine, la lutte galhofa fait partie d'un rituel initiatique portugais pratiqué lors des fêtes marquant le passage des jeunes garçons (rapazes) à l'âge adulte, vers 18-20 ans,,. Traditionnellement, les luttes ont lieu en public pendant les « fêtes des jeunes garçons », les festas dos rapazes, la nuit, dans un enclos, une porcherie (corral) ou une grange (palheiro) dont le sol est couvert de paille. Les lutteurs, confinés dans l'enceinte, se battent sous les yeux de la foule, composée des habitants des localités auxquels ils appartiennent. Actuellement, la luta galhofa est encore pratiquée dans ce contexte pendant les festas dos rapazes de certains villages du district de Bragance. Elle a un caractère particulièrement important dans les tournois disputés entre des villages différents.
Depuis quelques années, les Maîtres et les lutteurs de luta galhofa s'efforcent faire basculer leur discipline des granges vers les gymnases, afin d'en faire une discipline sportive reconnue. Dans le cadre de son institutionnalisation, en 2011, l'institut polytechnique de Bragance inscrit la luta galhofa comme matière de son Cours Supérieur de Sport. La luta galhofa est alors intégrée dans les Licences en Sport et Éducation Physique, variante Enseignement, de l’École Supérieure d’Éducation,. Elle est enseignée par le professeur et maître José Bragada, initié à la galhofa dans sa jeunesse dans le contexte des luttes populaires. Depuis, le cours de luta galhofa est la discipline la plus demandée par les étudiants du cours de Sport de l’École Supérieure d’Éducation de Bragance.
Au départ réservée aux hommes, sa pratique en milieu populaire s'ouvre doucement aux femmes. Dans le cadre institutionnel, elle est une discipline mixte, accessible aux femmes, même si les combats opposent le plus souvent des lutteurs du même sexe. Les combattantes reconnaissent que la luta galhofa exige une certaine force physique, mais ajoutent qu'elle constitue néanmoins un sport agréable, par l'apprentissage déterminant des techniques de combat. La mise en place d'un règlement national officiel de luta galhofa est en cours à l'Institut Polytechnique de Bragance.

### Règles
Dans la lutte galhofa, les combats commencent toujours debout. L'objectif des lutteurs est de faire chuter et d'immobiliser leur adversaire au sol, en lui maintenant le dos et les deux épaules simultanément à terre pendant quelques secondes,, à l'instar du tombé gréco-romain. Comme dans la lutte gréco-romaine, les lutteurs doivent attaquer prioritairement avec leurs bras et le haut de leur corps.
Afin de faire chuter l'adversaire, les lutteurs emploient des techniques de prise de jambes, de tronc, et de soulèvement élaborées, donnant parfois lieu à des projections impressionnantes, de grande amplitude. Les lutteurs en cours d'immobilisation au sol utilisent des techniques de crispation de membres, serrement de bras, ou de retournements rapides pour se dégager de l'emprise de leur adversaire. Tous les types de mouvements violents, comme le fait de tirer, les coups de poing ou les coups de pied sont strictement interdits. Les lutteurs ne doivent pas sortir de l'enceinte, ou du tapis de combat. Les combats, particulièrement énergiques et rapides, exigent une excellente condition physique, et une certaine endurance.
Bien que la corpulence et la force physique soient des critères très importants, l'agilité et l'acquisition des techniques de combat constituent des facteurs déterminants. Ainsi, il n'est pas rare que des lutteurs ayant un petit gabarit, mais particulièrement souples et expérimentés, prennent le dessus sur des adversaires plus corpulents. Exemple remarquable de fair play, les combats commencent toujours par une accolade cordiale. Lorsque la situation est bloquée et que les lutteurs à bout de force constatent l'empate, l'un des deux lutteurs peut demander l'arrêt du combat. Les combattants doivent être torse nu, ou porter des hauts ajustés au corps, afin d'offrir le moins de prise possible, et déchaussés. Les pantalons doivent être faits en matériaux robustes, tels que le jean.

## Lepombo
Le pombo, « lutte lusitanienne », ou « combat total portugais », est un art martial et un sport de lutte portugais, mêlant frappes, clés articulaires, lutte, lutte au sol, etc. Cet art martial portugais, mélange de combat libre et de self-défense, est actuellement pratiqué au Portugal et à l'étranger. Remarquablement complet, il serait issu d'un brassage entre les techniques de lutte amenées par les différentes vagues de migration et d'envahisseurs ayant composé le peuple portugais, avec de très fortes influences berbères.
Présentant un pendant ésotérique très fort, le pombo est organisé suivant une structure et des hiérarchies complexes, avec trois courants spirituels, le Père (o Pai), la Mère (a Mãe) et le Fils (o Filho). Le pombo aurait, d'après ses pratiquants et ses dirigeants actuels, des origines pré-romaines. Cependant, il n'existe pas de référents oraux dans les traditions populaires et de documents d'archives attestant son existence avant la période contemporaine. Et des doutes très sérieux existent sur ses origines anciennes, et sur la continuité et l'enrichissement plurimillénaire de ses pratiques de combat,.
S'il s'appuie sur un ensemble de techniques anciennes, le plus probable est que le pombo, tel qu'il est pratiqué actuellement, soit un sport de combat de conception récente, s'efforçant de faire la synthèse de tous les sports de combat ayant trait aux cultures ayant influencé et contribué à faire naître la culture portugaise. L'histoire officielle du pombo, présentée par les instances dirigeantes actuelles de la discipline, serait donc en partie une création folklorique artificielle destinée à donner une forme d'assise historique et mythologique à leur sport, afin d'en faciliter la promotion. Elle est cependant révélatrice de l'ambition considérable, en termes techniques, de cet art martial contemporain, proche des arts martiaux mélangés actuels.
On considère aujourd'hui que le pombo portugais a des caractéristiques très proches des arts martiaux tunisiens, notamment du grech (ou mousaraa), et de la lutte canarienne.